# Kóroki Sinzó
Kóroki Sinzó (Mijazaki, 1986. július 31. –) japán válogatott labdarúgó.

## Nemzeti válogatott
A japán válogatottban 16 mérkőzést játszott.

## Statisztika
| Japán válogatott | Japán válogatott | Japán válogatott |
| Időszak          | Mérk.            | gól              |
| ---------------- | ---------------- | ---------------- |
| 2008             | 2                | 0                |
| 2009             | 8                | 0                |
| 2010             | 1                | 0                |
| 2011             | 1                | 0                |
| 2012             | 0                | 0                |
| 2013             | 0                | 0                |
| 2014             | 0                | 0                |
| 2015             | 4                | 0                |
| Összesen         | 16               | 0                |